# Charles Gibson
Charles Gibson – belizeński polityk, członek Zjednoczonej Partii Demokratycznej, senator i minister służby publicznej.

## Życiorys
Związał się ze Zjednoczoną Partią Demokratyczną.
12 marca 2012 na wniosek premiera Deana Barrowa został powołany na stanowisko senatora na pięcioletnią kadencję, a w drugim rządzie Barrowa objął stanowisko ministra służby publicznej.